# 肆百擊
《肆百擊》是2020年7月16日中國男歌手王源的單曲專輯，內含３首歌。收錄同名主打單曲《四百擊》、自作詞《花瓣》以及《奇妙直播頻道》，由專業製作人曲世聰、王治平、鄭楠打造一首首肆意自在，探索成長路上的無限可能，《四百擊》歌詞中“總會有一片海，適合我去看看”同為環球人物王源說專欄第427期的標題，道盡對未來美好的展望，跨過眼前的海，心之所向，身之所往。

## 曲目
| 曲序     | 曲目         |          | 作曲     | 编曲     | 时长  |
| -------- | ------------ | -------- | -------- | -------- | ----- |
| 1.       | 四百擊       | 葛大為   | 曲世聰   | 曲世聰   | 5:10  |
| 2.       | 奇妙直播頻道 | 小寒     | 廖羽     | 宋星凱   | 4:26  |
| 3.       | 花瓣         | 王源     | 王子     | 鄭楠     | 3:25  |
| 总时长： | 总时长：     | 总时长： | 总时长： | 总时长： | 13:01 |

## 外部連結
- 肆百擊EP （页面存档备份，存于）在Spotify的頁面
- 肆百擊EP （页面存档备份，存于）在KKBOX的頁面
- 肆百擊EP （页面存档备份，存于）在Apple Music的頁面
- 肆百擊EP （页面存档备份，存于）在iTunes Store的頁面
- 肆百擊EP （页面存档备份，存于）在YouTube Music的頁面
- 肆百擊EP （页面存档备份，存于）在MyMusic的頁面
- 肆百擊EP （页面存档备份，存于）在酷狗音樂的頁面